# Портрет Николая Николаевича Раевского
«Портрет Николая Николаевича Раевского» — картина Джорджа Доу и его мастерской из Военной галереи Зимнего дворца.
Картина представляет собой погрудный портрет генерал-лейтенанта Николая Николаевича Раевского из состава Военной галереи Зимнего дворца.
С начала Отечественной войны 1812 года генерал-лейтенант Раевский командовал 7-м пехотным корпусом во 2-й Западной армии; явился одним из основных героев Бородинского сражения. Далее он отличился в сражениях при Малоярославце и под Красным. Начало Заграничного похода 1813 года он пропустил из-за болезни, однако по возвращении к армии вновь был в сражениях. Под Бауценом командовал Гренадерским корпусом, под Кульмом был ранен и за отличие произведён в генералы от кавалерии. В кампании 1814 года он командовал авангардом Главной армии, отличился в сражении при Арси-сюр-Обе и при взятии Парижа.
Изображён в генеральском вицмундире, введённом для кавалерийских генералов 6 апреля 1814 года; на плечи наброшена шинель — она изображена с ошибкой: воротник должен быть полностью красного цвета, а не только с красной выпушкой. На шее крест ордена Св. Георгия 2-го класса; справа на груди серебряная медаль «В память Отечественной войны 1812 года» на Андреевской ленте и крест австрийского Военного ордена Марии Терезии 3-й степени; под шинелью заметны края орденских звёзд Св. Александра Невского, Св. Георгия 2-го класса и Св. Владимира 1-й степени. Слева чуть ниже эполета подпись художника: painted from nature by Geo Dawe RA. С тыльной стороны картины надпись: Rieffsky. Подпись на раме: Н. Н. Раевскiй 1й, Генералъ от Кавалерiи.
Данные о принятии решения о написании портрета Раевского не выявлены, однако в архиве Инспекторского департамента Военного министерства имеется уведомление Раевскому от 31 июля 1822 года: «не угодно ли Вашему Превосходительству по случаю проезда сего художника в Варшаву иметь с ним свидание?» (сам Раевский в это время постоянно жил в Киеве, с ноября 1824 года находясь в отставке); тогда встреча Доу и Раевского не состоялась. В январе 1826 года Раевский был назначен членом Государственного совета Российской империи и переехал в Санкт-Петербург; вероятно, после этой даты он и позировал Доу. Готовый портрет был принят в Эрмитаж 26 апреля 1828 года. Поскольку предыдущая сдача готовых портретов в Эрмитаж произошла 21 января 1828 года, то портрет Раевского можно считать написанным между этими датами.
В. М. Глинка следующими словами описывает портрет Раевского:

Портрет Н. Н. Раевского, несомненно, принадлежит к числу наиболее выразительных произведений Доу, исполненных с натуры, как свидетельствует надпись в левом нижнем его углу. Энергичное, мужественное лицо, со сдвинутыми бровями и прямым, твёрдым взглядом, передаёт сильный характер героя. Простой вицмундир без шитья, звёзды высших орденов, полуприкрытые походной шинелью, подчёркивают суровый облик и скромность Раевского.